# Орівська скиба
О́рівська ски́ба — геологічна структура скибової зони бескидської низько- і середньогірної зовнішньої зони Карпат, сформованої як насуви на Передкарпатський прогин. Розташована на північному сході Верхньодністровських Бескидів і орографічно відповідає Орівській групі низькогірних хребтів. 
Скибова зона складається із відмежованих регіональними розломами та насунутих одна на одну своєрідних структур — скиб, які простягаються по всьому північному схилу Карпат і утворюють гірські хребти. Утворені скибами крейдового і палеогенового тонкоритмічного алеврито-пісковикового флішу.
Орівська скиба в будові має дві луски: північну (власне Орівську) та південну.
Найвища точка Орівської скиби — гора Цюхів Діл (939,4 м). Умовно починається від Бухівського (Східницького) перевалу і сягає р. Стрий (р-н. села Розгірче). Ширина не перевищує 1,5–2,0 км.
Назва походить від села Орів. Місцеве населення називає хребет — «Діл», «Орівський Діл».
Етимологія назви: можливо, похідне від «вододіл».